# Patrick Vieira
Patrick Donalé Vieira (Dakar, 23 juni 1976) is een Frans voormalig voetballer en huidig voetbaltrainer van Senegalese afkomst. Hij speelde van 1993 tot 2011 voor Cannes, AC Milan, Arsenal, Juventus, Internazionale, Manchester City en het Frans voetbalelftal.
Vieira stond als speler vooral bekend om zijn fysieke sterkte. Pelé vermeldde hem in maart 2004 in zijn Lijst FIFA 100 beste spelers.

## Clubvoetbal
Vieira werd geboren in Senegal, maar verhuisde op zijn achtste met zijn familie naar Parijs. Zijn voetballoopbaan begon hij bij Cannes, waar hij op zijn 17e zijn debuut maakte. Al snel was hij de aanvoerder van het team. In de zomer van 1995 werd hij door AC Milan overgenomen.

### AC Milan
Bij AC Milan maakte Vieira slechts twee keer zijn opwachting in het eerste elftal. In de zomer van 1996 was er sprake van een mogelijke transfer naar Ajax, maar de Amsterdamse club wilde zijn salaris niet betalen, aangezien hij zich nog niet had bewezen. Arsenal, waar Fransman Arsène Wenger net was aangesteld, had hier in september van dat jaar geen problemen mee.

### Arsenal
Bij de Londense club wende hij snel aan het fysieke Engelse spel en werd een belangrijk onderdeel van het team. Met The Gunners won hij in 1998 en in 2002 de dubbel. Als aanvoerder leidde Vieira - zonder een nederlaag - Arsenal in 2003/04 naar het landskampioenschap.
In totaal heeft Vieira 407 keer voor Arsenal gespeeld, waarin hij drieëndertig maal scoorde. Vieira stond ook bekend om zijn regelmatige rode kaarten. In totaal kreeg hij negen rode kaarten tijdens zijn periode bij Arsenal. Door zijn bewezen diensten werd Vieira op de vijfde plaats geplaatst in de Lijst 50 beste Arsenal-spelers aller tijden.
In de zomer van 2003 en 2004 toonde Real Madrid verregaande interesse in de Franse middenvelder, maar Vieira bleef, ondanks dat Arsenal een bod van 35 miljoen euro had geaccepteerd. Na negen seizoenen in Londen, vertrok Vieira uiteindelijk in de zomer van 2005 naar Italië. Op 15 juli 2005 werd namelijk de transfer naar Juventus afgerond. Met deze transfer was ongeveer 20 miljoen euro gemoeid.

### Juventus
Hij speelde alleen het seizoen 2005/06 in het team van Juventus, in dat seizoen werd Juventus kampioen in de Italiaanse competitie. Echter werd dit kampioenschap ingetrokken door de Italiaanse bond. Dit gebeurde nadat het Calciopoli-schandaal bekend werd. Hierop volgde bij Juventus een uittocht van spelers. Vieira was daar een van. Vieira vertrok samen met Zlatan Ibrahimovic naar Internazionale.

### Internazionale
Onder José Mourinho kwam Vieira, die zijn tweede seizoen bij Inter regelmatig geblesseerd was, weinig aan spelen toe in Milaan.

### Manchester City
In Milaan belandde hij na een paar jaar op de bank en er kwamen geruchten over transfers. In januari 2010 werd bekendgemaakt dat Vieira terugging naar Engeland om voor Manchester City te spelen. In de zomer van 2011 zette hij een punt achter zijn spelersloopbaan en werd hij in het bestuur van de club opgenomen.

## Interlands
Op 26 februari 1997 maakte Vieira zijn debuut voor Frankrijk, in een met 2–1 gewonnen oefenduel tegen Oranje. Hij moest in dat duel na achtenzeventig minuten plaatsmaken voor Bruno N'Gotty. Met het Franse nationale elftal won hij het WK van 1998 in eigen land en het EK van 2000 in Nederland & België. Ook won hij met Frankrijk de FIFA Confederations Cup in 2001 en 2003. Hoewel hij deel uitmaakte van de Franse selectie voor het EK voetbal 2008 in Zwitserland en Oostenrijk kwam hij in geen van de drie groepsduels in actie vanwege een slepende blessure aan zijn linkerdijbeen.
| Interlands van Patrick Vieira voor Frankrijk | Interlands van Patrick Vieira voor Frankrijk | Interlands van Patrick Vieira voor Frankrijk | Interlands van Patrick Vieira voor Frankrijk | Interlands van Patrick Vieira voor Frankrijk | Interlands van Patrick Vieira voor Frankrijk |
| №                                            | Datum                                        | Wedstrijd                                    | Uitslag                                      | Competitie                                   | Goals                                        |
| -------------------------------------------- | -------------------------------------------- | -------------------------------------------- | -------------------------------------------- | -------------------------------------------- | -------------------------------------------- |
| 1                                            | 26 Feb 1997                                  | Frankrijk – Nederland                        | 2–1                                          | Vriendschappelijk                            |                                              |
| 2                                            | 02 Apr 1997                                  | Frankrijk – Zweden                           | 1–0                                          | Vriendschappelijk                            |                                              |
| 3                                            | 03 Jun 1997                                  | Frankrijk – Brazilië                         | 1–1                                          | Tournoi de France                            |                                              |
| 4                                            | 07 Jun 1997                                  | Frankrijk – Engeland                         | 0–1                                          | Tournoi de France                            |                                              |
| 5                                            | 11 Jun 1997                                  | Frankrijk – Italië                           | 2–2                                          | Tournoi de France                            |                                              |
| 6                                            | 22 Apr 1998                                  | Zweden – Frankrijk                           | 0–0                                          | Vriendschappelijk                            |                                              |
| 7                                            | 29 May 1998                                  | Marokko – Frankrijk                          | 2–2                                          | Vriendschappelijk                            |                                              |
| 8                                            | 24 Jun 1998                                  | Frankrijk – Denemarken                       | 2–1                                          | WK-eindronde                                 |                                              |
| 9                                            | 12 Jul 1998                                  | Frankrijk – Brazilië                         | 3–0                                          | WK-eindronde                                 |                                              |
| 10                                           | 10 Oct 1998                                  | Rusland – Frankrijk                          | 2–3                                          | EK-kwalificatie                              |                                              |
| 11                                           | 10 Feb 1999                                  | Engeland – Frankrijk                         | 0–2                                          | Vriendschappelijk                            |                                              |
| 12                                           | 31 Mar 1999                                  | Frankrijk – Armenië                          | 2–0                                          | EK-kwalificatie                              |                                              |
| 13                                           | 05 Jun 1999                                  | Frankrijk – Rusland                          | 2–3                                          | EK-kwalificatie                              |                                              |
| 14                                           | 09 Jun 1999                                  | Andorra – Frankrijk                          | 0–1                                          | EK-kwalificatie                              |                                              |
| 15                                           | 18 Aug 1999                                  | Noord-Ierland – Frankrijk                    | 0–1                                          | Vriendschappelijk                            |                                              |
| 16                                           | 04 Sep 1999                                  | Oekraïne – Frankrijk                         | 0–0                                          | EK-kwalificatie                              |                                              |
| 17                                           | 09 Oct 1999                                  | Frankrijk – IJsland                          | 3–2                                          | EK-kwalificatie                              |                                              |
| 18                                           | 13 Nov 1999                                  | Frankrijk – Kroatië                          | 3–0                                          | Vriendschappelijk                            |                                              |
| 19                                           | 23 Feb 2000                                  | Frankrijk – Polen                            | 1–0                                          | Vriendschappelijk                            |                                              |
| 20                                           | 29 Mar 2000                                  | Schotland – Frankrijk                        | 0–2                                          | Vriendschappelijk                            |                                              |
| 21                                           | 26 Apr 2000                                  | Frankrijk – Slovenië                         | 3–2                                          | Vriendschappelijk                            |                                              |
| 22                                           | 28 May 2000                                  | Kroatië – Frankrijk                          | 0–2                                          | Vriendschappelijk                            |                                              |
| 23                                           | 04 Jun 2000                                  | Frankrijk – Japan                            | 2–2                                          | Vriendschappelijk                            |                                              |
| 24                                           | 06 Jun 2000                                  | Marokko – Frankrijk                          | 1–5                                          | Vriendschappelijk                            |                                              |
| 25                                           | 11 Jun 2000                                  | Frankrijk – Denemarken                       | 3–0                                          | EK-eindronde                                 |                                              |
| 26                                           | 16 Jun 2000                                  | Tsjechië – Frankrijk                         | 1–2                                          | EK-eindronde                                 |                                              |
| 27                                           | 21 Jun 2000                                  | Nederland – Frankrijk                        | 3–2                                          | EK-eindronde                                 |                                              |
| 28                                           | 25 Jun 2000                                  | Frankrijk – Spanje                           | 2–1                                          | EK-eindronde                                 |                                              |
| 29                                           | 28 Jun 2000                                  | Frankrijk – Portugal                         | 2–1                                          | EK-eindronde                                 |                                              |
| 30                                           | 02 Jul 2000                                  | Frankrijk – Italië                           | 2–1                                          | EK-eindronde                                 |                                              |
| 31                                           | 16 Aug 2000                                  | Frankrijk – Wereldteam                       | 5–1                                          | Vriendschappelijk                            |                                              |
| 32                                           | 02 Sep 2000                                  | Frankrijk – Engeland                         | 1–1                                          | Vriendschappelijk                            |                                              |
| 33                                           | 04 Oct 2000                                  | Frankrijk – Kameroen                         | 1–1                                          | Vriendschappelijk                            |                                              |
| 34                                           | 07 Oct 2000                                  | Zuid-Afrika – Frankrijk                      | 0–0                                          | Vriendschappelijk                            |                                              |
| 35                                           | 15 Nov 2000                                  | Turkije – Frankrijk                          | 0–4                                          | Vriendschappelijk                            |                                              |
| 36                                           | 27 Feb 2001                                  | Frankrijk – Duitsland                        | 1–0                                          | Vriendschappelijk                            |                                              |
| 37                                           | 24 Mar 2001                                  | Frankrijk – Japan                            | 5–0                                          | Vriendschappelijk                            |                                              |
| 38                                           | 28 Mar 2001                                  | Spanje – Frankrijk                           | 2–1                                          | Vriendschappelijk                            |                                              |
| 39                                           | 25 Apr 2001                                  | Frankrijk – Portugal                         | 4–0                                          | Vriendschappelijk                            |                                              |
| 40                                           | 30 May 2001                                  | Zuid-Korea – Frankrijk                       | 0–5                                          | FIFA Confederations Cup                      | Goal                                         |
| 41                                           | 01 Jun 2001                                  | Australië – Frankrijk                        | 1–0                                          | FIFA Confederations Cup                      |                                              |
| 42                                           | 03 Jun 2001                                  | Frankrijk – Mexico                           | 4–0                                          | FIFA Confederations Cup                      |                                              |
| 43                                           | 07 Jun 2001                                  | Frankrijk – Brazilië                         | 2–1                                          | FIFA Confederations Cup                      |                                              |
| 44                                           | 10 Jun 2001                                  | Japan – Frankrijk                            | 0–1                                          | FIFA Confederations Cup                      | Goal                                         |
| 45                                           | 15 Aug 2001                                  | Frankrijk – Denemarken                       | 1–0                                          | Vriendschappelijk                            |                                              |
| 46                                           | 01 Sep 2001                                  | Chili – Frankrijk                            | 2–1                                          | Vriendschappelijk                            |                                              |
| 47                                           | 06 Oct 2001                                  | Frankrijk – Algerije                         | 4–1                                          | Vriendschappelijk                            |                                              |
| 48                                           | 11 Nov 2001                                  | Australië – Frankrijk                        | 1–1                                          | Vriendschappelijk                            |                                              |
| 49                                           | 13 Feb 2002                                  | Frankrijk – Roemenië                         | 2–1                                          | Vriendschappelijk                            | Goal                                         |
| 50                                           | 27 Mar 2002                                  | Frankrijk – Schotland                        | 5–0                                          | Vriendschappelijk                            |                                              |
| 51                                           | 17 Apr 2002                                  | Frankrijk – Rusland                          | 0–0                                          | Vriendschappelijk                            |                                              |
| 52                                           | 18 May 2002                                  | Frankrijk – België                           | 1–2                                          | Vriendschappelijk                            |                                              |
| 53                                           | 26 May 2002                                  | Zuid-Korea – Frankrijk                       | 2–3                                          | Vriendschappelijk                            |                                              |
| 54                                           | 31 May 2002                                  | Frankrijk – Senegal                          | 0–1                                          | WK-eindronde                                 |                                              |
| 55                                           | 06 Jun 2002                                  | Frankrijk – Uruguay                          | 0–0                                          | WK-eindronde                                 |                                              |
| 56                                           | 11 Jun 2002                                  | Denemarken – Frankrijk                       | 2–0                                          | WK-eindronde                                 |                                              |
| 57                                           | 21 Aug 2002                                  | Tunesië – Frankrijk                          | 1–1                                          | Vriendschappelijk                            |                                              |
| 58                                           | 07 Sep 2002                                  | Cyprus – Frankrijk                           | 1–2                                          | EK-kwalificatie                              |                                              |
| 59                                           | 12 Oct 2002                                  | Frankrijk – Slovenië                         | 5–0                                          | EK-kwalificatie                              | Goal                                         |
| 60                                           | 16 Oct 2002                                  | Malta – Frankrijk                            | 0–4                                          | EK-kwalificatie                              |                                              |
| 61                                           | 12 Feb 2003                                  | Frankrijk – Tsjechië                         | 0–2                                          | Vriendschappelijk                            |                                              |
| 62                                           | 02 Apr 2003                                  | Israël – Frankrijk                           | 1–2                                          | EK-kwalificatie                              |                                              |
| 63                                           | 20 Aug 2003                                  | Zwitserland – Frankrijk                      | 0–2                                          | Vriendschappelijk                            |                                              |
| 64                                           | 06 Sep 2003                                  | Frankrijk – Cyprus                           | 5–0                                          | EK-kwalificatie                              |                                              |
| 65                                           | 10 Sep 2003                                  | Slovenië – Frankrijk                         | 0–2                                          | EK-kwalificatie                              |                                              |
| 66                                           | 18 Feb 2004                                  | België – Frankrijk                           | 0–2                                          | Vriendschappelijk                            |                                              |
| 67                                           | 20 May 2004                                  | Frankrijk – Brazilië                         | 0–0                                          | Vriendschappelijk                            |                                              |
| 68                                           | 28 May 2004                                  | Frankrijk – Andorra                          | 4–0                                          | Vriendschappelijk                            |                                              |
| 69                                           | 06 Jun 2004                                  | Frankrijk – Oekraïne                         | 1–0                                          | Vriendschappelijk                            |                                              |
| 70                                           | 13 Jun 2004                                  | Frankrijk – Engeland                         | 2–1                                          | EK-eindronde                                 |                                              |
| 71                                           | 17 Jun 2004                                  | Kroatië – Frankrijk                          | 2–2                                          | EK-eindronde                                 |                                              |
| 72                                           | 21 Jun 2004                                  | Zwitserland – Frankrijk                      | 1–3                                          | EK-eindronde                                 |                                              |
| 73                                           | 04 Sep 2004                                  | Frankrijk – Israël                           | 0–0                                          | WK-kwalificatie                              |                                              |
| 74                                           | 08 Sep 2004                                  | Faeröer – Frankrijk                          | 0–2                                          | WK-kwalificatie                              |                                              |
| 75                                           | 13 Oct 2004                                  | Cyprus – Frankrijk                           | 0–2                                          | WK-kwalificatie                              |                                              |
| 76                                           | 17 Nov 2004                                  | Frankrijk – Polen                            | 0–0                                          | Vriendschappelijk                            |                                              |
| 77                                           | 09 Feb 2005                                  | Frankrijk – Zweden                           | 1–1                                          | Vriendschappelijk                            |                                              |
| 78                                           | 26 Mar 2005                                  | Frankrijk – Zwitserland                      | 0–0                                          | WK-kwalificatie                              |                                              |
| 79                                           | 30 Mar 2005                                  | Israël – Frankrijk                           | 1–1                                          | WK-kwalificatie                              |                                              |
| 80                                           | 03 Sep 2005                                  | Frankrijk – Faeröer                          | 3–0                                          | WK-kwalificatie                              |                                              |
| 81                                           | 07 Sep 2005                                  | Ierland – Frankrijk                          | 0–1                                          | WK-kwalificatie                              |                                              |
| 82                                           | 08 Oct 2005                                  | Zwitserland – Frankrijk                      | 1–1                                          | WK-kwalificatie                              |                                              |
| 83                                           | 12 Oct 2005                                  | Frankrijk – Cyprus                           | 4–0                                          | WK-kwalificatie                              |                                              |
| 84                                           | 01 Mar 2006                                  | Frankrijk – Slowakije                        | 1–2                                          | Vriendschappelijk                            |                                              |
| 85                                           | 27 May 2006                                  | Frankrijk – Mexico                           | 1–0                                          | Vriendschappelijk                            |                                              |
| 86                                           | 31 May 2006                                  | Frankrijk – Denemarken                       | 2–0                                          | Vriendschappelijk                            |                                              |
| 87                                           | 07 Jun 2006                                  | Frankrijk – China                            | 3–1                                          | Vriendschappelijk                            |                                              |
| 88                                           | 13 Jun 2006                                  | Frankrijk – Zwitserland                      | 0–0                                          | WK-eindronde                                 |                                              |
| 89                                           | 18 Jun 2006                                  | Frankrijk – Zuid-Korea                       | 1–1                                          | WK-eindronde                                 |                                              |
| 90                                           | 23 Jun 2006                                  | Togo – Frankrijk                             | 0–2                                          | WK-eindronde                                 | Goal                                         |
| 91                                           | 27 Jun 2006                                  | Spanje – Frankrijk                           | 1–3                                          | WK-eindronde                                 | Goal                                         |
| 92                                           | 01 Jul 2006                                  | Brazilië – Frankrijk                         | 0–1                                          | WK-eindronde                                 |                                              |
| 93                                           | 05 Jul 2006                                  | Frankrijk – Portugal                         | 1–0                                          | WK-eindronde                                 |                                              |
| 94                                           | 09 Jul 2006                                  | Italië – Frankrijk                           | 1–1                                          | WK-eindronde                                 |                                              |
| 95                                           | 16 Aug 2006                                  | Bosnië en Her. – Frankrijk                   | 1–2                                          | Vriendschappelijk                            |                                              |
| 96                                           | 02 Sep 2006                                  | Georgië – Frankrijk                          | 0–3                                          | EK-kwalificatie                              |                                              |
| 97                                           | 06 Sep 2006                                  | Frankrijk – Italië                           | 3–1                                          | EK-kwalificatie                              |                                              |
| 98                                           | 07 Oct 2006                                  | Schotland – Frankrijk                        | 1–0                                          | EK-kwalificatie                              |                                              |
| 99                                           | 11 Oct 2006                                  | Frankrijk – Faeröer                          | 5–0                                          | EK-kwalificatie                              |                                              |
| 100                                          | 15 Nov 2006                                  | Frankrijk – Griekenland                      | 1–0                                          | Vriendschappelijk                            |                                              |
| 101                                          | 07 Feb 2007                                  | Frankrijk – Argentinië                       | 0–1                                          | Vriendschappelijk                            |                                              |
| 102                                          | 22 Aug 2007                                  | Slowakije – Frankrijk                        | 0–1                                          | Vriendschappelijk                            |                                              |
| 103                                          | 08 Sep 2007                                  | Italië – Frankrijk                           | 0–0                                          | EK-kwalificatie                              |                                              |
| 104                                          | 12 Sep 2007                                  | Frankrijk – Schotland                        | 0–1                                          | EK-kwalificatie                              |                                              |
| 105                                          | 06 Feb 2008                                  | Spanje – Frankrijk                           | 1–0                                          | Vriendschappelijk                            |                                              |
| 106                                          | 19 Nov 2008                                  | Frankrijk – Uruguay                          | 0–0                                          | Vriendschappelijk                            |                                              |
| 107                                          | 02 Jun 2009                                  | Frankrijk – Nigeria                          | 0–1                                          | Vriendschappelijk                            |                                              |

## Trainerscarrière
Vieira werd voor het seizoen 2013/14 aangesteld als trainer van het reservenelftal van Manchester City. Na afloop van het seizoen 2014/15 was hij in beeld als de nieuwe hoofdtrainer van Newcastle United, als opvolger van interim-trainer John Carver, die de club uit Noord-Engeland ternauwernood had weten te behoeden voor degradatie. In juni 2018 werd Vieira aangesteld als de nieuwe trainer van OGC Nice. Hij volgde de naar Borussia Dortmund vertrokken Lucien Favre op, nadat hij sinds januari 2016 werkzaam was geweest voor New York City. Bij Nice werd hij op 4 december 2020 ontslagen. Op 4 juli 2021 werd hij aangesteld als de nieuwe trainer van Crystal Palace, waar hij wegens tegenvallende resultaten op 23 maart 2023 werd ontslagen. Op 2 juli 2023 werd Vieira aangesteld als trainer van Strasbourg, waar hij een driejarig contract tekende.

## Erelijst
Als speler
 Arsenal
- Premier League: 1997/98, 2001/02, 2003/04
- FA Cup: 1997/98, 2000/01, 2002/03, 2004/05
- FA Community Shield: 1998, 1999, 2002, 2004

 Internazionale
- Serie A: 2006/07, 2007/08, 2008/09
- Supercoppa Italiana: 2006, 2008

 Manchester City
- FA Cup: 2010/11

 Frankrijk
- FIFA WK: 1998
- UEFA EK: 2000
- FIFA Confederations Cup: 2001

Individueel als speler
- Division 1 Rookie of the Year: 1995
- UEFA Europees Kampioenschap Team van het Toernooi: 2000
- FIFA Confederations Cup Zilveren Bal: 2001
- FIFA WK All-star team: 2006
- PFA Team of the Year (Premier League): 1998/99, 1999/00, 2000/01, 2001/02, 2002/03, 2003/04
- Premier League Player of the Season: 2000/0
- UEFA Team van het Jaar: 2001
- Frans Voetballer van het Jaar: 2001
- Premier League Overseas Team of the Decade: 1992/93 – 2001/02
- Premier League Overall Team of the Decade: 1992/93 – 2001/02
- FIFA 100: 2004
- Sports Illustrated Team of the Decade: 2009
- Équipe type spéciale 20 ans des trophées UNFP: 2011
- English Football Hall of Fame: 2014
- Golden Foot Legends Award: 2019

Als trainer
 Manchester City EDS
- Premier League International Cup: 2014/15

Onderscheidingen
- Chevalier of the Légion d'honneur: 1998

## Trivia
- Vieira is gedeeld recordhouder aangaande het aantal rode kaarten in de Premier League. Duncan Ferguson en Richard Dunne hebben er net als Vieira acht verzameld.